# Opel 34/65 PS
 (août 2024).
L'Opel 34/65 PS est une voiture de la catégorie luxueuse construite par Adam Opel KG de 1910 à 1913 pour succéder au modèle 35/60 PS.

## Historique et technologie
La 34/65 PS n'était plus à l'époque le modèle le plus puissant de la gamme Opel; même si le moteur de la 34/65 PS produisait 5 ch de plus que celui de sa prédécesseur. L'année de sa sortie, elle était accompagnée de la 28/70 PS plus puissante. En substance, seul le diamètre du piston du moteur a été réduit de 10 mm par rapport à celui du modèle précédent et la course du piston a été augmentée de 20 mm. Cela a abouti à des performances supérieures de 5 ch. L'empattement du seul châssis disponible a été allongé de 330 mm.
Le moteur était un moteur quatre cylindres d'une cylindrée de 8 760 cm³ (alésage × course = 130 × 165 mm), qui produisait 65 ch (48 kW) à 1 600 tr/min. Le moteur à commande latérale avec une culasse en T était refroidi par eau; Une pompe centrifuge assurait la circulation du liquide de refroidissement. La puissance du moteur était transmise à l'essieu arrière via un embrayage à cône en métal, une boîte de vitesses manuelle à quatre vitesses et un arbre à cardan. La vitesse maximale de la voiture était de 90 km/h.
Le cadre constitué de profilés en U en tôle en acier était désormais disponible avec un empattement de 3 570 mm. Les deux essieux rigides étaient suspendus à des ressorts à lames semi-elliptiques. Le frein de service agissait sur l'arbre de sortie de la transmission. Le frein à main a été conçu comme un frein à tambours agissant sur les roues arrière.
Il y avait trois styles de carrosserie, une voiture de tourisme à quatre places, une limousine Pullman quatre portes et un landaulet. Cependant, les modèles – bien que plus puissants et plus grands que leurs prédécesseurs – étaient devenus nettement moins chèrs. La variante la moins chère (la voiture de tourisme), coûtait 15 000 Reichsmark.
En 1907, le pilote d'usine d'Opel, Carl Jörns, arriva troisième, derrière Felice Nazzaro (Fiat) et Lucien Hautvast (Pipe), avec une 34/65 PS modifiée lors de la course Kaiserpreis à Taunus. En tant que constructeur de véhicule allemand le mieux placé, ce succès vaut à Opel le titre de fournisseur automobile de la cour impériale.
En 1913, la construction de la 34/65 PS est arrêtée. Son successeur a été le modèle 34/80 PS, plus puissant.